# Elect-Sport FC
Tout Puissant Elect-Sport de la Société Tchadienne de l'Energie Electrique FC w skrócie Elect-Sport FC – czadyjski klub piłkarski z siedzibą w mieście Ndżamena, grający w pierwszej lidze czadyjskiekj.

## Sukcesy
- I liga[1]:
  - mistrzostwo (7): 1988, 1990, 1992, 2008, 2018, 2019, 2022.

- Puchar Czadu[2]:
  - zwycięstwo (1): 2012.
  - finał (1): 1993.

## Występy w afrykańskich pucharach
| Sezon     | Rozgrywki           | Runda   | Kraj     | Klub                               | Dom | Wyjazd | Dwumecz |
| --------- | ------------------- | ------- | -------- | ---------------------------------- | --- | ------ | ------- |
| 1991      | Puchar Mistrzów     | 1       | Algieria | JS Kabylie                         | 1–0 | 0–6    | 1–6     |
| 1993      | Puchar Mistrzów     | wstępna | Niger    | Sahel SC                           | 0–2 | 0–2    | 0–4     |
| 1994      | Puchar CAF          | wstępna | Niger    | Olympic FC de Niamey               | –   | –      | –       |
| 2009      | Liga Mistrzów       | 1       | Nigeria  | Kano Pillars FC                    | 0–0 | 0–2    | 0–2     |
| 2013      | Puchar Konfederacji | wstępna | Kamerun  | Panthère Sportive du Ndé Bangangté | 1–1 | 0–2    | 1–3     |
| 2015      | Puchar Konfederacji | wstępna | Libia    | Al-Ittihad Trypolis                | 0–1 | 1–6    | 2–6     |
| 2018/2019 | Liga Mistrzów       | wstępna | Maroko   | Ittihad Tanger                     | 0–0 | 0–1    | 0–1     |
| 2019/2020 | Liga Mistrzów       | wstępna | Gabon    | Cercle Mbéri Sportif               | 2–0 | 0–0    | 2–0     |
| 2019/2020 | Liga Mistrzów       | 1       | Tunezja  | Espérance Tunis                    | 1–1 | 1–2    | 2–3     |
| 2019/2020 | Puchar Konfederacji | wstępna | Mali     | Djoliba Athletic Club              | 0–1 | 0–4    | 0–5     |
| 2022/2023 | Liga Mistrzów       | wstępna | Egipt    | Zamalek SC                         | 0–2 | 0–2    | 0–4     |

## Stadion
Domowe mecze klub rozgrywa na stadionie o nazwie Stade Omnisports Idriss Mahamat Ouya w Ndżamenie, który może pomieścić 30000 widzów.